# Strophius bifasciatus
Strophius bifasciatus är en spindelart som beskrevs av Cândido Firmino de Mello-Leitão 1940. 
Strophius bifasciatus ingår i släktet Strophius och familjen krabbspindlar. Artens utbredningsområde är Guyana. Inga underarter finns listade i Catalogue of Life.